# 716

## أحداث
- نهاية الفتح الإسلامي للأندلس في 716 والتي بدأت في 711.

## مواليد
- إبراهيم بن عبد الله بن الحسن شاعر عراقي

## وفيات
- ثابت بن عبد الله بن الزبير ابن الخليفة عبد الله بن الزبير.
- موسى بن نصير - قائد الجيوش الأموية في بلاد المغرب والأندلس. (ولد 640 م)
- عبد الله بن همام السلولي من شعراء العصر الأموي.